# La ruota di scorta della signora Blossom
La ruota di scorta della signora Blossom (The Bliss of Mrs. Blossom) è un film inglese del 1968 diretto da Joseph McGrath.